# Helarctos malayanus
L'orso malese (Helarctos malayanus Raffles, 1821), conosciuto anche con il nome di orso del sole, è un orso che abita principalmente le foreste pluviali del Sud-est asiatico. È l'unico rappresentante del genere Helarctos.
Il nome malese è basindo nan tenggil (lett. "colui che preferisce sedersi in alto"). Il nome indonesiano invece è Beruang Madu (lett. "orso del miele").

## Tassonomia
Il nome scientifico Ursus malayanus fu proposto da Stamford Raffles nel 1821 che per primo descrisse un orso malese di Sumatra. Nel 1825, Thomas Horsfield collocò la specie in un proprio genere, Helarctos, quando descrisse un orso malese del Borneo.
Due sottospecie sono state proposte sulla base di variazioni di dimensione:
Orso malese (H. m. malayanus) si rinviene sulla terraferma asiatica e Sumatra.
Orso del Borneo (H. m. euryspilus) è presente solo nel Borneo. Il suo cranio è più piccolo di quello dell'orso sole malese.
H. anmamiticus, descritto da Pierre Marie Heude nel 1901 da Annam, non è considerato una specie distinta, ma è subordinato come sinonimo junior a H. m. malayanus. Nel 1906, Richard Lydekker propose un'altra sottospecie con il nome di H. m. Wardii per un teschio di orso malese, notando le sue somiglianze con un cranio del Tibet con un mantello più spesso; tuttavia l'esemplare tibetano fu successivamente trovato essere un orso nero asiatico (Ursus thibetanus).. Le differenze genetiche tra le due sottospecie sono oscure. È considerato monotipico.

### Filogenesi
Le relazioni filogenetiche tra le specie di ursidi sono rimaste ambigue nel corso degli anni. Notando la produzione di ibridi fertili tra orsi solari e orsi bradipi (Melursus Ursinus), fu proposto che Helarctos fosse trattato come sinonimo di Melursus. Tuttavia, gli studi differivano sul fatto che le due specie fossero strettamente correlate. Uno studio filogenetico del 2007 fornisce le relazioni dell’orso malese con altre specie di Ursidae sulla base di sequenze complete di DNA mitocondriale, come mostrato nel cladogramma sottostante. Si stima che il lignaggio genetico orso bruno/orso polare si sia separato geneticamente dai due orsi neri/orso malese circa 6,72-5,54 milioni di anni fa (Mya); l‘Orso malese sembra essersi separato dai due orsi neri tra 6,26-5,09 Mya. e 5.89-3.51 Mya. Il sequenziamento di geni nucleari delle specie di orsi ha rivelato che l'orso bradipo e l'orso sole sono stati i primi orsi Ursinae che si sono irradiati e non sono inclusi nel gruppo monofiletico Ursus; inoltre, tutte le relazioni tra gli orsi sono state ben risolte.

## Descrizione

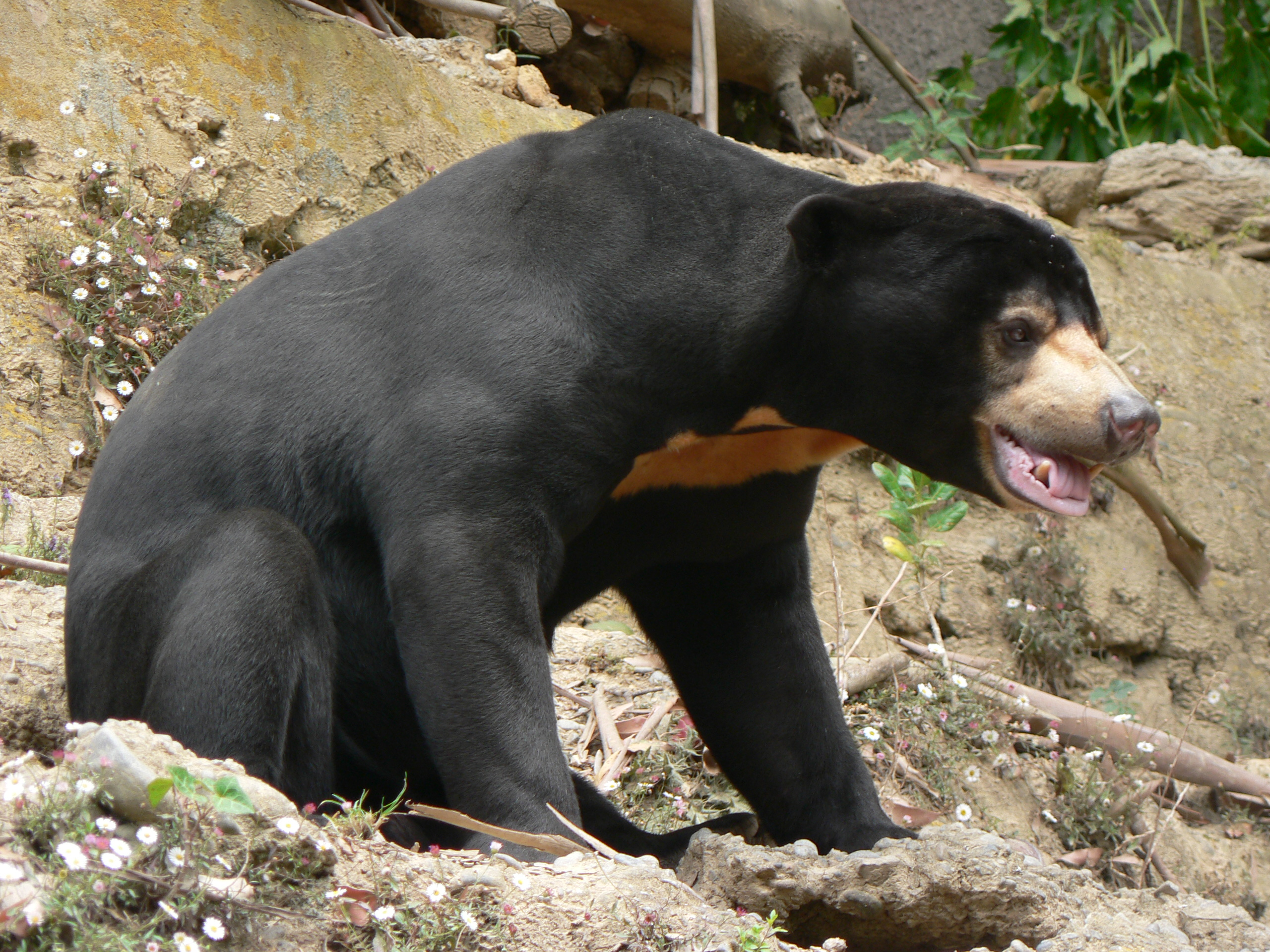
Orso malese a Pengo

L'orso malese misura approssimativamente 1,2 m di lunghezza, facendone il membro più piccolo della famiglia degli orsi. È spesso chiamato orso cane a causa della sua piccola statura. Ha una coda di 3 cm e un peso che in media non supera i 65 kg. I maschi tendono ad essere leggermente più grandi delle femmine.
Diversamente dagli altri orsi, il pelo dell'orso malese è corto e lucido. Questo è probabilmente un adattamento al clima dei bassopiani che abita. Il suo corpo è ricoperto da una pelliccia nero scuro o nero-bruno, a eccezione del petto, dove è presente una macchia a forma di ferro di cavallo giallo-arancio pallido. Una colorazione del pelo simile si può trovare intorno al muso e agli occhi. Questi segni caratteristici hanno dato a quest'orso il nome inglese di sun bear, «orso del sole».
L'orso malese possiede delle unghie a forma di falce, dal peso relativamente leggero. Ha delle grandi piante dei piedi con le palme nude, probabilmente per aiutarsi nelle arrampicate. Le sue zampe rivolte all'indentro gli conferiscono la tipica camminata da orso, ma è un eccellente arrampicatore. Ha orecchie piccole e arrotondate ed un muso corto. È dotato di una lingua molto lunga (fino a 20 cm) che usa per raccogliere gli insetti nelle fessure dei tronchi.
La pelle di quest'orso è molto flaccida; così, se una tigre o un leopardo lo afferrano, l'orso può rigirarsi e mordere a sua volta.

## Biologia
Creature prevalentemente notturne, gli orsi malesi tendono a rimanere sui rami più bassi, non lontani dal suolo. Poiché passano molto tempo sugli alberi, gli orsi malesi possono a volte causare danni consistenti alle proprietà private. Sappiamo di orsi che hanno distrutto palme da cocco e alberi di cacao nelle piantagioni. La caccia agli orsi dannosi è la maggiore causa del recente declino delle popolazioni di orso malese, così come il bracconaggio per impadronirsi della pelle e delle parti del suo corpo, usate nella medicina cinese.
La dieta dell'orso malese varia molto e comprende piccoli vertebrati, come lucertole, uccelli e altri mammiferi, oltre a frutta, uova, termiti, germogli di alberi di palma, nidi di ape, bacche, germogli, insetti, radici, cacao e noci di cocco. Le sue potenti mascelle possono rompere perfino queste ultime. Gran parte del cibo dell'orso malese viene individuato grazie al senso dell'olfatto, dal momento che la sua vista è scarsa.
L'orso malese non va in letargo, così può riprodursi durante tutto l'anno. Non è raro che dia alla luce due orsacchiotti per volta, entrambi del peso di 280–340 g. Il periodo di gestazione è di circa 96 giorni, ma l'allattamento può durare per circa 18 mesi. I piccoli raggiungono la maturità sessuale dopo 3-4 anni e possono vivere fino a 28 anni in cattività.

## Distribuzione e habitat

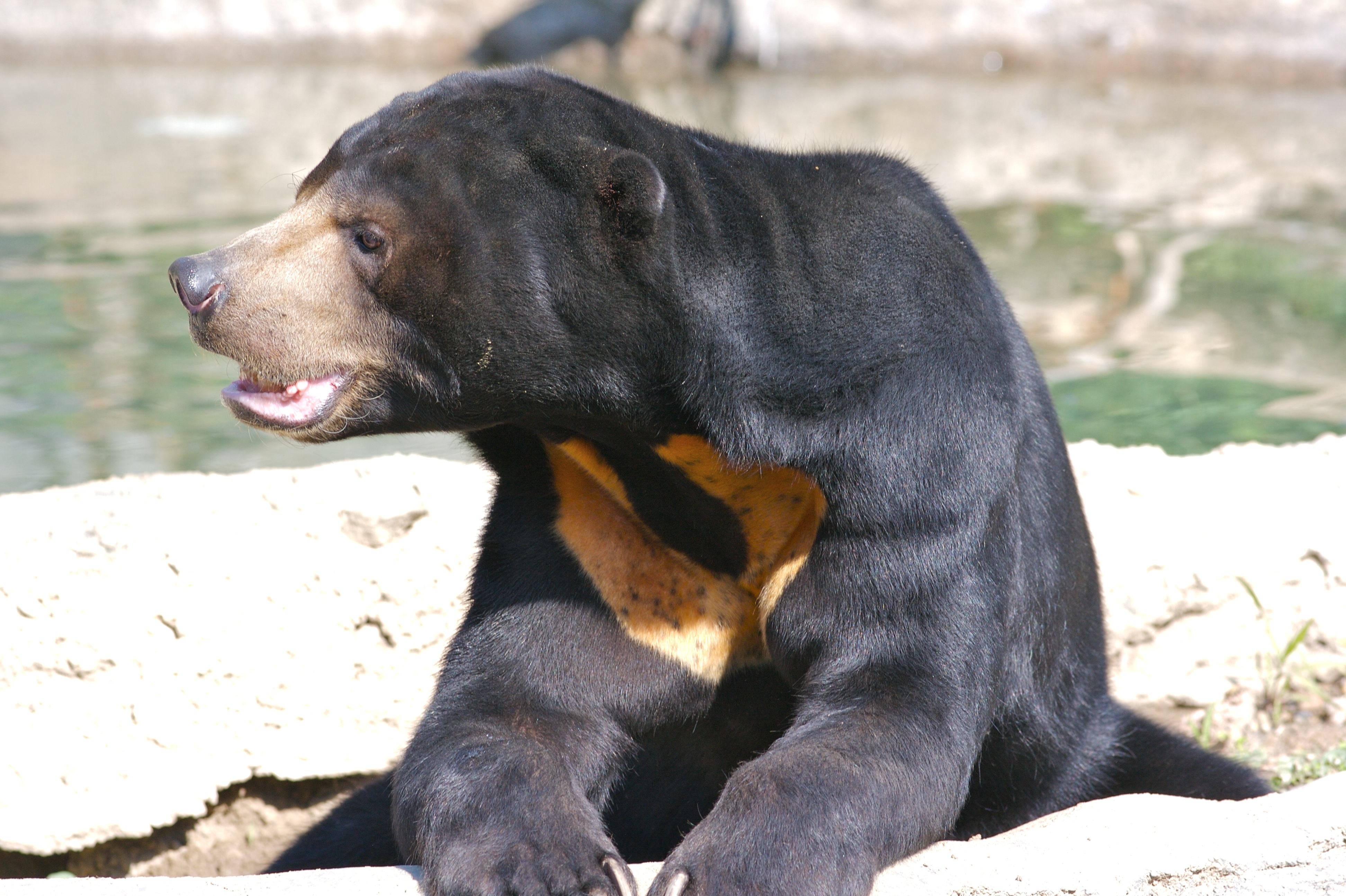
Orso malese in cattività allo zoo di Columbus

L'orso malese è originario delle foreste tropicali del sud-est asiatico; il suo areale è legato a nord-est dell'India e si estende a sud fino a Bangladesh, Myanmar, Thailandia, Cambogia, Laos e Vietnam e fino a Brunei, Indonesia e Malaysia a sud. La sua presenza in Cina è stata confermata nel 2017 quando è stato avvistato nella contea di Yingjiang della provincia dello Yunnan. Si è estinto a Singapore.
Sono in pericolo critico in Cina, sono in pericolo in India, vulnerabili in Malesia e Thailandia e le sue popolazioni sono in decremento in Laos..
Questi orsi vivono principalmente in due tipi principali di foreste in tutto il loro areale: le foreste decidue e stagionalmente sempreverdi a nord dell'istmo di Kra e le foreste sempreverdi non stagionali in Indonesia e Malesia. Si trovano tipicamente a basse altitudini, come sotto i 1200 m nella Thailandia occidentale e nella Malesia peninsulare. Tuttavia, questo varia ampiamente in tutto l'areale; in India sono stati registrati numeri più grandi ad un'altitudine fino a 3000 m che nelle aree basse, probabilmente a causa della perdita di habitat a livello del suolo. Si trovano nelle aree montane dell'India nord-orientale, ma non possono estendersi più a nord nella regione himalayana sfavorevole e più fredda; la loro distribuzione potrebbe essere limitata a nord-ovest a causa della concorrenza con gli orsi bradipo. L'orso sole è simpatrico con l'orso nero asiatico in tutte le restanti aree della gamma continentale con un mix di tipi di foresta stagionali con precipitazioni mensili inferiori a 100 mm per un lungo periodo di tre-sette mesi. Nelle aree montuose, gli orsi neri asiatici sono più comuni degli orsi solari, probabilmente a causa della scarsità di invertebrati di cui nutrirsi.
I principali habitat della Thailandia meridionale e della Malesia peninsulare sono le foreste sempreverdi umide, con clima più o meno variabile e forti precipitazioni durante tutto l'anno, e le foreste di dipterocarpi montani o basse. Le mangrovie possono essere abitate, ma di solito solo quando sono vicine ai tipi di habitat preferiti.
L'orso malese tende ad evitare le foreste fortemente boscose e le aree vicine all'insediamento umano. Tuttavia, gli orsi del sole sono stati visti in terreni agricoli, piantagioni e frutteti, dove possono essere considerati parassiti. Un'indagine nelle zone umide del Lower Kinabatangan Segama ha mostrato che gli orsi del sole erano temuti, ma non erano comuni nelle piantagioni di palma da olio; i maiali barbuti del Borneo, gli elefanti e i macachi erano molto più dannosi per le colture. Gli orsi solari sono stati segnalati predare pollame e bestiame.
I resti fossili suggeriscono la sua presenza più a nord durante il Pleistocene; potrebbe essersi verificato fino a sud di Giava nel mezzo del Pleistocene superiore. Oggi è stato eliminato dalla maggior parte del suo areale, soprattutto in Thailandia; le popolazioni sono in declino nella maggior parte dei paesi dell'areale. Scomparve da Singapore nel corso del 1800 e del 1900, probabilmente a causa di una vasta deforestazione. Le popolazioni di orsi solari sembrano diminuire di dimensioni a nord della Sundaland e i numeri sono particolarmente bassi negli estremi settentrionale e occidentale della catena. Questo è probabilmente stato il caso fin dalla preistoria e non è il risultato di interferenze umane. La densità di popolazione varia da 4,3 e 5,9 individui/km² nel Parco nazionale di Khao Yai a 26 individui/km² nella foresta pluviale di Harapan nel sud di Sumatra.